# Křížová cesta (Skelná Huť)
Křížová cesta ve Skelné Huti u Chudenína na Klatovsku se nachází na severozápadním okraji obce.

## Historie
Křížová cesta vede ke zbořené kapli neznámého zasvěcení. Tvoří ji čtrnáct kamenných sloupků s nikou s pašijovým obrázkem. Zastavení byla obnovena v letech 2011 – 2012. Torzo kaple bylo zakonzervováno a byl do něj umístěn kříž.